# Walisische Squashnationalmannschaft
Die walisische Squashnationalmannschaft ist die Gesamtheit der Kader des walisischen Squashverbandes Wales Squash & Racketball. In ihm finden sich walisische Sportler wieder, die ihr Land sowohl in Einzel- als auch in Teamwettbewerben national und international im Squashsport repräsentieren.

## Historie

### Herren
Wales nahm seit 1983 bei jeder Weltmeisterschaft teil. Zuvor waren walisische Squashspieler Teil der britischen Mannschaft, ab 1981 nahmen die einzelnen Nationen mit eigenen Mannschaften teil. Beim Debüt 1983 erreichte Wales den 11. Platz. Die zweite Teilnahme erfolgte erst 1987, die dritte sogar erst 1993. Das beste Resultat gelang der Mannschaft 1999 in Kairo, als sie das Finale gegen Ägypten erreichte. In diesem unterlagen Alex Gough, David Evans, Gavin Jones und Greg Tippings mit 0:3. Wales nahm durchgängig von 1993 bis 2009 bei jeder Austragung teil, verzichtete aber 2011 und 2013 auf einen Start. 2017 folgte die nächste Teilnahme.
Erfolgreich war Wales bei Europameisterschaften, die jährlich seit 1973 ausgetragen werden. Die erste Podestplatzierung gelang 1983 in München mit dem dritten Rang. Dieses Resultat verbesserte die Mannschaft 1997 in Odense mit dem zweiten Rang hinter England. Zwischen 1998 und 2010 stand Wales bis auf 2008 jedes Jahr mindestens im Halbfinale: jeweils sechsmal schloss sie das Turnier auf Rang drei bzw. vier ab.

## Letzter WM-Kader
Bei der letzten Weltmeisterschaft 2023 bestand die walisische Mannschaft aus den folgenden Spielern:
| Rang | Name                  | Geburtsdatum      | WRL | Einsätze | Siege | Niederlagen |
| ---- | --------------------- | ----------------- | --- | -------- | ----- | ----------- |
| 1.   | Joel Makin            | 27. Oktober 1994  | 10  | 5        | 3     | 2           |
| 2.   | Emyr Evans            | 25. November 1996 | 88  | 4        | 4     | −           |
| 3.   | Owain Taylor          | 18. Januar 1996   | 95  | 4        | 2     | 2           |
| 4.   | Elliott Morris Devred | 11. Mai 1998      | 162 | 2        | 2     | −           |

## Bilanz
| Herren |                    |                    |                    |                    |                    |
| Jahr   | Austragungsort     | Runde              | Platzierung        | Siege              | Niederlagen        |
| 1981   | Stockholm          | nicht teilgenommen | nicht teilgenommen | nicht teilgenommen | nicht teilgenommen |
| 1983   | Auckland           | Gruppenphase       | 11.                | 5                  | 4                  |
| 1985   | Kairo              | nicht teilgenommen | nicht teilgenommen | nicht teilgenommen | nicht teilgenommen |
| 1987   | London             | Gruppenphase       | 13.                | 3                  | 5                  |
| 1989   | Singapur           | nicht teilgenommen | nicht teilgenommen | nicht teilgenommen | nicht teilgenommen |
| 1991   | Helsinki           | nicht teilgenommen | nicht teilgenommen | nicht teilgenommen | nicht teilgenommen |
| 1993   | Karatschi          | Gruppenphase       | 14.                | 4                  | 1                  |
| 1995   | Kairo              | Gruppenphase       | 9.                 | 5                  | 1                  |
| 1997   | Petaling Jaya      | Gruppenphase       | 12.                | 1                  | 5                  |
| 1999   | Kairo              | Finale             | 2.                 | 3                  | 3                  |
| 2001   | Melbourne          | Achtelfinale       | 9.                 | 5                  | 2                  |
| 2003   | Wien               | Viertelfinale      | 5.                 | 6                  | 1                  |
| 2005   | Islamabad          | Viertelfinale      | 8.                 | 2                  | 4                  |
| 2007   | Chennai            | Achtelfinale       | 10.                | 5                  | 2                  |
| 2009   | Odense             | Gruppenphase       | 21.                | 2                  | 3                  |
| 2011   | Paderborn          | nicht teilgenommen | nicht teilgenommen | nicht teilgenommen | nicht teilgenommen |
| 2013   | Mülhausen          | nicht teilgenommen | nicht teilgenommen | nicht teilgenommen | nicht teilgenommen |
| 2015   | Kairo              | keine Austragung   | keine Austragung   | keine Austragung   | keine Austragung   |
| 2017   | Marseille          | Achtelfinale       | 14.                | 2                  | 4                  |
| 2019   | Washington, D.C.   | Halbfinale         | 3.                 | 4                  | 2                  |
| 2023   | Tauranga           | Viertelfinale      | 5.                 | 5                  | 1                  |
| Gesamt | 14 / 20 Teilnahmen | 14 / 20 Teilnahmen | 0 Titel            | 52                 | 38                 |